# 咧蟾属
咧蟾属（学名：Zachaenus）是细趾蟾科下的一个属。

## 下属物种
本属包括以下物种：
- Zachaenus carvalhoi Izecksohn, 1983
- Zachaenus parvulus (Girard, 1853)